# Casa del Col·legi d'Adroguers i Confiters
La casa del Col·legi d'Adroguers i Confiters és un edifici situat al carrer de l'Arc de Sant Silvestre, 4 de Barcelona, catalogat com a bé cultural d'interès local.

## Història
Fundat el 1562, el Col·legi hi va establir una fàbrica de xocolata el 1656, i el 1664 la maquinària va rebre l'atenció d'una comissió de xocolaters francesos, que van estudiar-la i en van fer un model, una còpia del qual es conserva a París. El 1791, el Col·legi va demanar la concessió de l'escut d'armes reial, però els xocolaters, amb el suport de la Junta de Comerç i la Junta General aconseguiren que no se'ls concedís.
Segons el Cadastre, la casa fou construïda el 1767, i el 1799, els cònsols Pere Cabanes i Jaume Puigoriol van demanar permís per a modificar-ne diverses obertures i enderrocar un tros de xemeneia. El 1842 es va renovar la maquinària, moguda per quatre cavalls, i el 1846, el Col·legi va obtenir permís de l'Ajuntament de Barcelona per a substituir-los per una màquina de vapor de 3 CV, segons el projecte del mestre d'obres Antoni Jambrú. La seva construcció fou encarregada als tallers de Domènech i Prat a la Barceloneta, i el 18 de novembre del 1847, la fàbrica (que només treballava amb l'aportació de matèria primera pels agremiats) va rebre la visita de les autoritats municipals.
El Col·legi va deixar d'existir com a tal el 1877, però la seva liquidació encara duraria uns anys més, tal com reflexa la premsa de l'època. El 1882, la fàbrica era a càrrec de Pau Roiger i Cia, però no sembla que durés gaire, ja que l'any següent eren posats en venda la maquinària i en lloguer els espais, tants els industrials (magatzems i «quadres») com els socials (primer i segon pis).

## Descripció
Consta de planta baixa, entresol, tres pisos i terrat. A la planta baixa s'obren quatre portes, mentre que tres d'elles són allindades i corresponen a locals comercials, la principal és una gran portal d'arc escarser emmarcat per una motllura i amb un potent basament que sobresurt del pla de la façana. Aquesta porta dona accés a un pati molt senzill des d'on s'arriba als pisos mitjançant una escala lateral. Als pisos superiors les obertures són de llinda, emmarcades per una motllura, i algunes donen a balcons individuals amb llosana de pedra motllurada i barana de ferro forjat. El parament és de pedra als baixos i la resta està estucat fingint carreus.